# Шалинский муниципальный округ
Шалинский городско́й о́круг — муниципальное образование в Свердловской области, относится к Западному управленческому округу. Административный центр — посёлок городского типа Шаля.
С точки зрения административно-территориального устройства области, Шалинский ГО вместе с ГО Староуткинск находится в границах административно-территориальной единицы Шалинский район.
С 1 января 2025 года имеет статус муниципального округа.

## История
17 декабря 1995 года по итогам местного референдума на части района (за исключением Староуткинска) было создано муниципальное образование Шалинский район. Рабочий посёлок Староуткинск с подчинёнными населёнными пунктами составил самостоятельное муниципальное образование посёлок Староуткинск.
10 ноября 1996 года муниципальное образование было включено в областной реестр.
С 31 декабря 2004 года Шалинский район был наделён статусом городского округа. Рабочий посёлок Шамары был преобразован в сельский населённый пункт.
С 1 января 2006 года муниципальное образование Шалинский район было переименовано в Шалинский городской округ.

## Население
| 2010    | 2011    | 2012    | 2013    | 2014    | 2015    | 2016    |
| ------- | ------- | ------- | ------- | ------- | ------- | ------- |
| 20 762  | ↘20 708 | ↘20 676 | ↘20 664 | ↘20 609 | ↘20 471 | ↘20 326 |
| 2017    | 2018    | 2019    | 2020    | 2021    | 2023    |         |
| ↘20 049 | ↘19 716 | ↘19 407 | ↘19 358 | ↘16 470 | ↘16 287 |         |

### Урбанизация
В городских условиях (Шаля) проживают 36,53 % населения муниципального округа.

## Состав
| №  | Населённый пункт | Тип населённого пункта                  | Население |
| -- | ---------------- | --------------------------------------- | --------- |
| 1  | Бизь             | посёлок                                 | ↘38       |
| 2  | Вогулка          | деревня                                 | ↘24       |
| 3  | Вогулка          | посёлок                                 | ↘1339     |
| 4  | Вырубки          | посёлок                                 | ↗10       |
| 5  | Глухарь          | посёлок                                 | ↘4        |
| 6  | Гора             | деревня                                 | ↘908      |
| 7  | Ижболда          | деревня                                 | →0        |
| 8  | Илим             | посёлок                                 | ↘770      |
| 9  | Кедровка         | деревня                                 | ↘4        |
| 10 | Климино          | деревня                                 | ↘1        |
| 11 | Козьял           | посёлок                                 | ↘79       |
| 12 | Колпаковка       | посёлок                                 | ↘1317     |
| 13 | Коптело-Шамары   | деревня                                 | ↘181      |
| 14 | Коптелы          | деревня                                 | ↘164      |
| 15 | Кремлёво         | деревня                                 | ↘0        |
| 16 | Крюк             | село                                    | ↗75       |
| 17 | Лом              | деревня                                 | ↘0        |
| 18 | Мартьяново       | деревня                                 | ↘120      |
| 19 | Нижняя Баская    | деревня                                 | ↘5        |
| 20 | Низ              | деревня                                 | ↘99       |
| 21 | Павлы            | деревня                                 | ↘86       |
| 22 | Пастушный        | посёлок                                 | ↘103      |
| 23 | Пермяки          | деревня                                 | ↘16       |
| 24 | Платоново        | село                                    | ↗741      |
| 25 | Роща             | село                                    | ↘677      |
| 26 | Сабик            | посёлок                                 | ↘591      |
| 27 | Сарга            | посёлок                                 | ↘1147     |
| 28 | Симонята         | деревня                                 | ↗124      |
| 29 | Стрелки          | посёлок                                 | →0        |
| 30 | Сылва            | село                                    | ↘1330     |
| 31 | Тепляки          | деревня                                 | ↘2        |
| 32 | Унь              | посёлок                                 | ↘187      |
| 33 | Чусовое          | село                                    | ↘694      |
| 34 | Шаля             | рабочий посёлок, административный центр | ↘5949     |
| 35 | Шамары           | посёлок                                 | ↘3398     |
| 36 | Шигаево          | деревня                                 | ↗14       |
| 37 | Шутём            | посёлок                                 | ↘12       |
| 38 | Юрмыс            | деревня                                 | ↗31       |

### Упразднённые населённые пункты
- 28 марта 2017 года Законом Свердловской области № 25-ОЗ[25] деревня Никитинка была присоединена к рабочему посёлку Шаля.
- 27 ноября 2001 года были упразднены посёлок Кашка и поселок железнодорожной станции Козьял[26].

## Транспорт
Через муниципальное образование проходят железнодорожные магистрали: Транссиб (участок Екатеринбург — Пермь) и «Чусовская — Бакал».

## Экономика
Лесная и деревообрабатывающая промышленность: акционерные общества «Шамаралес» и «Саргалес».
В Шалинском городском округе функционируют четыре сельскохозяйственных предприятия. Среднесписочная численность работающих в хозяйствах в 2009 году составила 503 человека.
Работают 159 стационарных объекта розничной торговли, в том числе в сельской местности 104, из них 157 магазинов, 1 павильон, 1 киоск.

## Образование
Система образования Шалинского ГО включает в себя 12 дошкольных образовательных учреждений, 3 основные общеобразовательные школы, 11 средних общеобразовательных школ, 2 учреждения дополнительного образования детей — дом детского творчества и детско-юношеская спортивная школа.

## Культура
В городском округе функционирует 37 учреждений культуры и искусства, 15 библиотек.